# Tifo murino
Il tifo murino (dal latino mus, muris, topo), o tifo endemico, è una forma di tifo esantematico trasmesso dalle pulci dei ratti.

## Epidemiologia
Il tifo murino è provocato da Rickettsia typhi, un batterio intracellulare obbligato, di piccole dimensioni, aerobio. Si sviluppa in aree tropicali e subtropicali dove viene spesso confuso con la dengue. Si trasmette attraverso il morso della pulce del ratto (da qui il nome murino), la Xenopsylla cheopis, o più raramente attraverso la Ctenocephalides felis, pulce che parassita gatti, moffette ed opossum. La maggior parte dei casi si verifica da aprile a ottobre.
Nonostante la malattia sia stata debellata in gran parte del mondo a partire dagli anni cinquanta essa è tuttavia ricomparsa in alcune regioni quali le isole Canarie, il Texas ed il Giappone in maniera sporadica, ma in modo più subdolo all'interno delle grandi concentrazioni urbane nelle aree più degradate, dove è più diffusa la presenza dei comuni ratti. Nel 2011 è stato accertato un caso in Italia.

## Clinica
Dopo un'incubazione di 7-14 giorni si ha un esordio improvviso della sintomatologia costituita da febbre alta, brividi, cefalea, mialgie, artralgie, malessere generale, nausea, anoressia. Possono verificarsi tosse, vomito, dolore addominale e dorsale. In circa il 50% dei casi nella fase tardiva del decorso si sviluppa un esantema maculo-papulare rosso generalmente limitato al tronco a differenza di quelli di altre patologie trasmesse da rickettsie. Sono possibili complicanze a carico del sistema nervoso centrale che possono portare al coma. La febbre perdura per circa 2-3 settimane per poi risolversi anche senza trattamento con antibioticoterapia, che tuttavia velocizza la guarigione. Se non trattato il decesso può avvenire in circa il 4% dei casi.

## Diagnosi
All'emocromo si riscontrano spesso anemia, piastrinopenia, ipoalbuminemia e iponatremia. La diagnosi si effettua solitamente mediante immunofluorescenza indiretta volta a rilevare anticorpi diretti contro il lipopolisaccaride e altri antigeni specifici di membrana.

## Trattamento
La patologia viene normalmente trattata con l'uso di antibiotici come la doxiciclina e la tetraciclina, mentre il cloramfenicolo è quello di seconda scelta.
L'uso delle tetracicline può provocare macchie sui denti in via di sviluppo, ed è quindi sconsigliato nella terapia infantile. Non è disponibile un vaccino. La prevenzione si effettua con la derattizzazione.